# Юкайа (Калифорния)
Юкайа (англ. Ukiah) — город на северо-западе штата Калифорния, США. Административный центр и самый большой город округа Мендосино.
Юкайа был основан в 1856 году, инкорпорирован в 1876 году. Название города произошло от индейского слова Йокайа, что возможно переводится как «глубокая долина» или «южная долина». В Юкайа находится одна из Международных обсерваторий на одной широте, которая была основана в 1899 году (не функционирует). Основные виды экономической деятельности в городе: упаковка фруктов, виноделие, скотоводство и лесозаготовки.

## Географическое положение
По данным Бюро переписи населения США Юкайа имеет площадь 12,2 квадратных километров. Город находится на реке Рашен-Ривер в 100 км от Санта-Роса и в 160 км от Сан-Франциско.

## Население
| Год переписи | Нас.  |  | %±    |
| ------------ | ----- |  | ----- |
| 1880         | 933   |  | —     |
| 1890         | 1627  |  | 74,4% |
| 1900         | 1850  |  | 13,7% |
| 1910         | 2136  |  | 15,5% |
| 1920         | 2305  |  | 7,9%  |
| 1930         | 3124  |  | 35,5% |
| 1940         | 3731  |  | 19,4% |
| 1950         | 6120  |  | 64%   |
| 1960         | 9900  |  | 61,8% |
| 1970         | 10095 |  | 2%    |
| 1980         | 12035 |  | 19,2% |
| 1990         | 14599 |  | 21,3% |
| 2000         | 15497 |  | 6,2%  |
| 2010         | 16075 |  | 3,7%  |
| 2018         | 16177 |  | 0,6%  |

По данным переписи 2010 года население Юкайи составляло 16 075 человек (из них 48,1 % мужчин и 51,9 % женщин), в городе было 6158 домашних хозяйств и 3611 семей. Расовый состав: белые — 72,1 %, коренные американцы — 3,7 % афроамериканцы — 1,1 %, азиаты — 2,6 % и представители двух и более рас — 5,5 %. 27,7 % населения города — латиноамериканцы (25,4 % мексиканцев).
Население города по возрастному диапазону по данным переписи 2010 года распределилось следующим образом: 24,8 % — жители младше 18 лет, 4,0 % — между 18 и 21 годами, 56,7 % — от 21 до 65 лет и 14,5 % — в возрасте 65 лет и старше. Средний возраст населения — 35,9 года. На каждые 100 женщин в Юкайе приходилось 92,8 мужчин, при этом на 100 совершеннолетних женщин приходилось уже 89,3 мужчин сопоставимого возраста.
Из 6158 домашних хозяйств 58,6 % представляли собой семьи: 37,6 % совместно проживающих супружеских пар (16,4 % с детьми младше 18 лет); 15,2 % — женщины, проживающие без мужей и 5,8 % — мужчины, проживающие без жён. 41,4 % не имели семьи. В среднем домашнее хозяйство ведут 2,48 человека, а средний размер семьи — 3,18 человека. В одиночестве проживали 33,5 % населения, 14,9 % составляли одинокие пожилые люди (старше 65 лет).

## Экономика
В 2017 году из 12 496 человек старше 16 лет имели работу 6708. При этом мужчины имели медианный доход в 39 018 долларов США в год против 33 750 долларов среднегодового дохода у женщин. В 2016 году медианный доход на семью оценивался в 54 158 $, на домашнее хозяйство — в 43 480 $. Доход на душу населения — 26 812 $ в год. 17,0 % от всего числа семей в Юкайе и 20,0 % от всей численности населения находилось на момент переписи за чертой бедности.